# Сарногай
Сарногай (каз. Сарыноғай) — село в Бородулихинском районе Абайской области Казахстана. Входит в состав Новопокровского сельского округа. Находится примерно в 28 км к западу от районного центра, села Бородулиха. Код КАТО — 633859300.

## Население
В 1999 году население села составляло 225 человек (114 мужчин и 111 женщин). По данным переписи 2009 года, в селе проживало 198 человек (100 мужчин и 98 женщин).